# Kebret Lemma
Kebret Lemma – etiopski piłkarz grający na pozycji bramkarza. W swojej karierze grał w reprezentacji Etiopii.

## Kariera reprezentacyjna
W 1982 roku Lemma został powołany do reprezentacji Etiopii na Puchar Narodów Afryki 1982. Zagrał na nim w dwóch meczach grupowych: z Zambią (0:1) i z Algierią (0:0).